# Solo (bài hát của Jennie)
"Solo" (hoặc "SOLO") là đĩa đơn đầu tay của ca sĩ người Hàn Quốc, thành viên nhóm nhạc Blackpink Jennie, được phát hành vào ngày 12 tháng 11 năm 2018 thông qua YG và Interscope. Bài hát được viết bởi Teddy Park và được anh ấy sản xuất cùng với 24. "Solo" là một bản nhạc khiêu vũ sôi động với những giai điệu EDM và những beat, bộ gõ sôi nổi, hip-hop-xiên và hiệu ứng còi rít lên.
Tại Hàn Quốc, bài hát đã ra mắt và đạt vị trí số 1 trên Gaon Digital Chart. Nó cũng đã đạt đỉnh ở vị trí số một trên bảng xếp hạng Digital và Streaming Gaon trong hai tuần liên tiếp. Hơn nữa, bài hát đã đạt được những thành công quốc tế, trở thành đĩa đơn đứng đầu bảng xếp hạng đầu tiên của cô trên Billboard World Digital Song. "Solo" đã xuất hiện trong bảng xếp hạng của một số quốc gia, bao gồm Canada, Nhật Bản, Malaysia, New Zeland, Scotland, Singapore và Anh. Bài hát đã đạt được chứng nhận bạch kim bởi Gaon với hơn 2.500.000 lượt tải xuống và có hơn 100.000.000 lượt phát sóng vào tháng 6 năm 2019 và tháng 3 năm 2020.
Bài hát được ra mắt vào ngày 12 tháng 11 năm 2018, video này do Han Sa-min làm đạo diễn và được quay tại Vương quốc Anh. Bài hát đã mang lại cho Jennie chiến thắng trong chương trình âm nhạc đầu tiên của cô trên chương trình Inkigayo của SBS vào ngày 25 tháng 11. Bài hát cũng đã giành được giải Bài hát của năm - Tháng 11 tại Giải thưởng âm nhạc biểu đồ Gaon lần thứ 8 và Digital Bonsang tại Lễ trao giải Đĩa vàng lần thứ 34.
Trên nền tảng YouTube vào ngày 28 tháng 7 năm 2020 MV "Solo" đã cán mốc 500 triệu lượt xem và gần 8 triệu lượt thích, tiếp tục đến ngày 29 tháng 2 năm 2024 MV "Solo" đã chính thức cán mốc 1 tỉ lượt xem và hơn 14 triệu lượt thích, với thành tích trên đã giúp Jennie lập kỉ lục trở thành nữ ca sĩ solo đầu tiên của Kpop mở khóa các cột móc 500 triệu lượt xem và 1 tỉ lượt xem, đồng thời cũng giúp cô liên tục giữ vững thành tích nữ ca sĩ solo đạt nhiều lượt xem nhất Kpop. Đây là bài hát thứ 344 của thế giới lọt vào top các MV đạt 1 tỉ lượt xem trên nền tảng YouTube.

## Bối cảnh và phát hành
Vào ngày 18 tháng 10 năm 2018, YG thông báo rằng tất cả thành viên của Blackpink đang chuẩn bị cho phát hành solo, và Jennie sẽ phát hành một bài hát vào tháng 11 năm 2018. Vào ngày 27 tháng 10, YG phát hành một poster quảng bá trên các tài khoản mạng xã hội. Một video teaser 23 giây được đăng tải vào một ngày sau đó trên kênh YouTube chính thức của Blackpink. Jennie đã nằm trên chiếc giường và đang đánh vần tên của cô trong đoạn clip. Teaser thứ hai được đăng tải vào một tuần sau đó, cho thấy cô diện rất nhiều bộ trang phục khác nhau trong một studio chụp hình. Teaser thứ ba và thứ tư được đăng tải 4 ngày trước ngày phát hành single, có thể thấy cô xuất hiện với nhiều bộ trang phục trong các địa điểm khác nhau.
"Solo" được phát hành digital download và streaming vào ngày 12 tháng 11 năm 2018, thông qua YG và Interscope. Phiên bản đĩa cứng của single được phát hành vào ngày 18 tháng 8 năm 2018, gồm bài hát và phần instrumental. Cùng với đĩa CD là 72 trang photobook, một poster hai mặt, một random photocard và một postcard lời bài hát được phát hành trong phiên bản đặc biệt. Phiên bản live của "Solo" được thu vào ngày 24 tháng 12 năm 2018, đã được đưa vào live album đầu tiên của Blackpink  Blackpink Arena Tour 2018 "Special Final In Kyocera Dome Osaka", được phát hành vào ngày 22 tháng 3 năm 2019, thông qua YGEX.

## Âm nhạc và lời
"Solo" được chắp bút bởi Teddy Park và sản xuất bởi 24. Bài hát được mô tả như là bài hát dance và hip hop, EDM.

## Quảng bá và MV
Để quảng bá cho bài hát, Jennie đã trình diễn "Solo" ở nhiều sự kiện khác nhau. Single lần đầu tiên được biểu diễn bởi Jennie tại concert của Blackpink ở Olympic Gymnastics Arena, Seoul vào ngày 10-11 tháng 11 năm 2018. Cô trình diễn "Solo" bốn lần trong tháng 11 và tháng 12 tại Inkigayo của SBS và đoạt cúp 3 lần.  Trong cùng tháng, "Solo" được trình diễn tại SBS Gayo Daejeon, cùng với "Ddu-Du Ddu-Du". Hơn nữa, "Solo" cũng được trình diễn tại sân khấu ra mắt của Blackpink ở Coachella vào ngày 12 tháng 4 năm 2019.
MV này được Han Sa-min làm đạo diễn và quay tại Vương quốc Anh. MV có sự góp mặt của riêng Jennie khi cô ấy biến đổi từ một người phụ nữ "ngây thơ và tinh tế" trong một trang viên sang trọng, thành một người phụ nữ lôi cuốn trưởng thành với bản tính độc lập, tự do phóng khoáng khi trở thành một người "solo" thông qua nhiều cảnh nhảy, thể hiện vũ đạo một cách đẹp mắt và kết thúc mọi thứ một cách mạnh mẽ giữa đám đông các vũ công nữ.

## Hiệu suất thương mại
"Solo" ra mắt tại vị trí thứ nhất trên Gaon Digital Chart. Nhìn chung, bài hát trụ hạng trong top 10 của bảng xếp hạng trong 13 tuần liên tiếp và dành 33 tuần trong top 100 của bảng xếp hạng. Bản CD của single được xếp vị trí thứ 2 trên Gaon Album Chart, đạt doanh số tổng cộng hơn 75.000 bản tính đến tháng 7 năm 2020. Cuối cùng bài hát cũng đã trở thành bài hát có thành tích tốt nhất thứ 86 và 35 lần lượt trong năm 2018 và 2019 tại Hàn Quốc. Bài hát đã đạt được chứng nhận đĩa bạch kim bởi Korea Music Content Association (KMCA) vì đã vượt qua 100 triệu lượt stream vào ngày 6 tháng 6 năm 2019 và 2,5 triệu lượt digital download trả phí vào ngày 12 tháng 3 năm 2020. Bài hát lần lượt đạt những con số này tại Malaysia và Singapore. Tại Hoa Kỳ, "Solo" đã ra mắt ở vị trí thứ nhất trên bảng xếp hạng World Digital Song Sales của Billboard số ra ngày 1 tháng 12 năm 2018. Bài hát đã trụ được 25 tuần trong bảng xếp hạng này. Bài hát đã bán được 10.000 bản kỹ thuật số tại Mỹ tính đến tháng 12 năm 2018.

## Credit và nhân sự
Credit được trích từ Spotify và Dextor Lab:

#### Nhân sự
- Teddy Park – producer, writer
- 24 – producer, writer
- Jennie Kim – vocal

#### MV
- Han Sa-min – đạo diễn MV

## Danh sách bài hát
Tải xuống và phát trực tuyến
- 1. "Solo" - 2:49

CD
- 1. "Solo" - 2:49
- 2. "Solo" Instrumental - 2:49

## Giải thưởng
| Năm  | Giải                    | Hạng mục                    | Kết quả   | Ref.   |
| ---- | ----------------------- | --------------------------- | --------- | ------ |
| 2019 | Gaon Chart Music Awards | Song of the Year – November | Đoạt giải | [ 23 ] |
| 2019 | Mnet Asian Music Awards | Best Dance Performance      | Đề cử     | [ 24 ] |
| 2020 | Golden Disc Awards      | Digital Bonsang             | Đoạt giải | [ 25 ] |

### Chương trình quảng bá
| Chương trình | Đài | Ngày                      | Ref.   |
| ------------ | --- | ------------------------- | ------ |
| Inkigayo     | SBS | ngày 25 tháng 11 năm 2018 | [ 26 ] |
| Inkigayo     | SBS | ngày 2 tháng 12 năm 2018  | [ 27 ] |
| Inkigayo     | SBS | ngày 16 tháng 12 năm 2018 | [ 28 ] |

## Xếp hạng
| Bảng xếp hạng (2018-2019)               | Vị trí xếp hạng cao nhất |
| --------------------------------------- | ------------------------ |
| Canada (Canadian Hot 100)               | 67                       |
| Nhật Bản (Japan Hot 100)                | 22                       |
| Malaysia (RIM)                          | 2                        |
| New Zealand Hot Singles (RMNZ)          | 13                       |
| Scotland (OCC)                          | 80                       |
| Singapore (RIAS)                        | 2                        |
| Hàn Quốc (Gaon)                         | 1                        |
| Hàn Quốc (Billboard)                    | 1                        |
| Anh Quốc Download (OCC)                 | 72                       |
| US World Digital Song Sales (Billboard) | 1                        |

| Bảng xếp hạng (2018) | Vị trí |
| -------------------- | ------ |
| Hàn Quốc (Gaon)      | 86     |
| Bảng xếp hạng (2019) | Vị trí |
| Hàn Quốc (Gaon)      | 35     |

## Chứng nhận
| Quốc gia                                 | Chứng nhận | Số đơn vị/doanh số chứng nhận |
| ---------------------------------------- | ---------- | ----------------------------- |
| Hàn Quốc (KMCA)                          | Platinum   | 2,500,000*                    |
| Hoa Kỳ                                   | —          | 10,000                        |
| Streaming                                |            |                               |
| Hàn Quốc (KMCA)                          | Platinum   | 100,000,000*                  |
| * Chứng nhận dựa theo doanh số tiêu thụ. |            |                               |

## Lịch sử phát hành
| Quốc gia       | Ngày                      | Loại             | Định dạng          | Hãng đĩa      | Ref.   |
| -------------- | ------------------------- | ---------------- | ------------------ | ------------- | ------ |
| Nhiều quốc gia | Ngày 12 tháng 11 năm 2018 | Original         | Download streaming | YG Interscope | [ 44 ] |
| Nhiều quốc gia | Ngày 18 tháng 11 năm 2019 | Original         | CD                 | YG Interscope | [ 45 ] |
| Nhiều quốc gia | Ngày 22 tháng 3 năm 2019  | Thu âm trực tiếp | Download streaming | YGEX          | [ 8 ]  |